# The Iron Claw (película)
The Iron Claw (conocida como Garra de hierro en Hispanoamérica) es una película biográfica deportiva basada en la vida del luchador profesional Kevin Von Erich y la familia Von Erich. Fue escrita y dirigida por Sean Durkin y producida y distribuida por A24. La película está protagonizada por Zac Efron, Jeremy Allen White, Harris Dickinson, Maura Tierney, Holt McCallany y Lily James.
Fue estrenada el 22 de diciembre de 2023 por A24.

## Argumento
La película se centra en la familia Von Erich, una dinastía de luchadores de la década de 1960 en adelante que tuvo un enorme éxito y popularizó la lucha libre profesional con garra de hierro. Sin embargo, no sólo tuvieron que luchar dentro del ring, sino también luchar contra la "maldición Von Erich" fuera de él.

## Reparto
- Zac Efron como Kevin Von Erich
- Jeremy Allen White como Kerry Von Erich
- Harris Dickinson como David Von Erich
- Maura Tierney como Doris Von Erich
- Stanley Simons como Mike Von Erich
- Holt McCallany como Fritz Von Erich
- Lily James como Pam Adkisson
- Michael J. Harney como Bill Mercer
- Aaron Dean Eisenberg como Ric Flair
- Kevin Anton como Harley Race
- Cazzey Louis Cereghino como Bruiser Brody
- Maxwell Jacob Friedman como Lance Von Erich
- Brady Pierce como Michael Hayes
- Ryan Nemeth como Gino Hernández
- Chavo Guerrero Jr. como The Sheik
- Scott Innes como el locutor del ring

## Producción
En junio de 2022, se anunció que el proyecto Sean Durkin contaría con Zac Efron a bordo y A24 lo financiaría, después de que la película fuera desarrollada por House Productions, con el apoyo de Access Entertainment y BBC Film. En septiembre de 2022, se anunció que Jeremy Allen White y Harris Dickinson se unirían al proyecto con White, Dickinson y Efron para interpretar a los hermanos Von Erich. Tessa Ross, Derrin Schlesinger y Harrison Huffman fueron anunciados como productores. En octubre de 2022, se reveló que Holt McCallany, Maura Tierney, y Lily James se habían unido al proyecto. Se reveló que Juliette Howell y Angus Lamont producirían para House Productions.
La película comenzó la fotografía principal en Baton Rouge en octubre de 2022. Marshall Von Erich dijo que se sintió alentado por la presencia de Chavo Guerrero como consultor de lucha libre en el set en términos de que la producción tratara de retratar precisión.

## Estreno
The Iron Claw se estrenó en los Estados Unidos el 22 de diciembre de 2023.

## Recepción
The Iron Claw recibió reseñas generalmente positivas de parte de la crítica y de la audiencia. En el sitio web agregador de reseñas Rotten Tomatoes, la película posee una aprobación de 86%, basada en 140 reseñas, con una calificación de 7.8/10 y un consenso crítico que dice "Con una actuación poderosa y profundamente triste, The Iron Claw honra su historia basada en hechos reales con una dramatización cuya exploración compasiva de los lazos familiares es tan contundente como su acción en el ring de lucha libre". De parte de la audiencia tiene una aprobación de 93%, basada en más de 250 votos, con una calificación de 4.5/5.
El sitio web Metacritic le dio a la película una puntuación de 73 de 100, basada en 38 reseñas, indicando "reseñas generalmente favorables". Las audiencias encuestadas por CinemaScore le otorgaron a la película una "A-" en una escala de A+ a F, mientras que en el sitio IMDb los usuarios le asignaron una calificación de 8.1/10, sobre la base de más de más de 1100 votos.